# Biographical Memoirs of Fellows of the Royal Society
Biographical Memoirs of Fellows of the Royal Society (укр. Біографічні мемуари членів Лондонського королівського товариства) — академічний журнал з історії науки, який періодично один раз на рік випускається Лондонським королівським товариством. У журналі публікуються некрологи членів. Видання засновано у 1932 під назвою «Obituary Notices of Fellows of the Royal Society» і перейменовано до сучасної назви у 1955, із оновленою нумерацією томів, починаючи від №1. Некрологи до 1932 року публікувались у «Proceedings of the Royal Society».
Мемуари є значимими історичними публікаціями, і більшість з них містять повну бібліографію робіт суб'єктів. Мемуари часто пишуться вченим наступного покоління, часто одним із колишніх студентів померлого, або його близьким товаришем. У багатьох випадках автор також є і співробітником. Серед публікацій у журналі побачили світ біографії таких відомих вчених, як Альберт Ейнштейн, Алан Тюрінг, Бертран Расселл, Клод Шеннон, Клемент Еттлі, Ернст Майр, та Ервін Шредінгер..
Щороку від 20 до 25 мемуарів про померлих членів Королівського товариства формуються головним редактором журналу, в даний час (2018) Малкольмом Лонгайром, який змінив Тревора Стюарта у 2016 році. Весь вміст журналу через рік надходить до вільного доступу.